# Jörg Gülden
Jörg Gülden (* 1944 in Paderborn; † 8. Mai 2009 in Hamburg) war ein deutscher Musikjournalist und Musiker.

## Leben
Ab 1973 schrieb Gülden für die Zeitschrift Sounds, ab 1982 unter dem Pseudonym Dr. Gonzo für deren Nachfolger Musikexpress. Er schrieb Kinderbücher und initiierte und betreute in den 1980er Jahren die Buchreihe Rock-Session des Rowohlt Verlags. Von der Gründung bis 2001 war er gemeinsam mit Bernd Gockel Chefredakteur der deutschen Ausgabe des Rolling Stone. Für diese Arbeit erhielt er mit der Redaktion des Rolling Stone 1996 den Echo als Medienmann des Jahres. Nach dieser Zeit arbeitete er als Übersetzer und freier Autor. Seine letzte Veröffentlichung war kurz vor seinem Tod „eine Abrechnung“ mit dem Mythos Woodstock unter dem Titel Woodstock – Wunder oder Waterloo?
Außerdem war Jörg Gülden zeitweilig Redakteur beim SFB und OK Radio.
In den 1980ern spielte Jörg Gülden in der Band Flying Klassenfeind.
Er starb im Alter von 64 Jahren an einer Sepsis, welche die Folge einer Hüftoperation war.

## Auszeichnungen
- 1996 – Echo Redaktion Rolling Stone (Jörg Gülden / Bernd Gockel)

## Veröffentlichungen
- Woodstock – Wunder oder Waterloo? Hannibal-Verlag, Höfen 2009, ISBN 978-3-85445-299-7